# Estadio Luis Tróccoli
Estadio Luis Tróccoli – stadion wielofunkcyjny w Montevideo w Urugwaju, w dzielnicy Cerro Norte. Obecnie jest wykorzystywany głównie do rozgrywania meczów piłkarskich, na których gospodarzem jest drużyna CA Cerro. Stadion mieści 25 000 widzów i został zbudowany w 1964 roku. Posiada również bieżnię lekkoatletyczną.
Stadion posiada cztery trybuny, które noszą nazwy krajów Ameryki Południowej: Argentyna, Paragwaj, Brazylia i Chile.
Inauguracja stadionu miała miejsce 22 sierpnia 1964 roku, gdy CA Cerro zmierzyło się z River Plate, a mecz obejrzało 15 800 widzów.